# Batalla d'Edessa
La batalla d'Edessa es va lluitar entre els exèrcits de l'Imperi Romà sota el comandament de l'emperador Valerià I, i l'exèrcit de l'Imperi Sassànida sota Shahanshah (rei dels reis) Shapur I, a Edessa (ara la ciutat turca d'Urfa) l'any 260. L'exèrcit romà va ser derrotat i capturat o mort en la seva totalitat per les forces iranianes, i per primera cop un emperador romà va ser fet presoner, pel que és considerada la pitjor derrota de l'exèrcit romà en tota la seva història.

## Antecedents
Shapur I ja havia fet incursions en territori romà diversos cops amb anterioritat. El 252 o 253 va recomençar les seves operacions militars contra Roma quan, aprofitant els disturbis que van seguir la mort de l'emperador Deci, es va internar a Siriana i Mesopotàmia i va conquerir Antioquia de l'Orontes el 253 o 256. Per parar aquest avanç, l'emperador Valerià I va organitzar un exèrcit que va incloure la guàrdia pretoriana i va marxar a les fronteres sassànides, reconquerint les terrees sirianes, i va marxar cap a Carrhae i Edessa, on es van trobar els dos exèrcits.

## Batalla
No es coneixen detalls concrets de la batalla, llevat que Shapur I va vèncer i capturar a l'emperador Valerià I amb els seus alts oficials, i l'exèrcit de 70.000 homes fou mort o capturat, amb una victòria persa sense moltes baixes.

## Consequències
Valerià I va acabar la seva vida en  captiveri. Els romans supervivents van ser deportats per Shapur I a territoris sassànides. Se li atribueix  un mocador, el Mandílion d'Edessa, que va retenir la seva imatge miraculosament, a la manera de la Santa Faç de Jesucrist.
Roma no tenia capacitat d'oferir resistència als exèrcits perses. Per aquest motiu, la defensa de les províncies orientals de l'Imperi va recaure en Odenat, que va tenir cert èxit en l'acompliment d'aquesta tasca i va aconseguir vèncer les tropes perses al seu propi territori a finals del 260 i fins i tot avançar cap a Ctesifont, la seva capital. Vint anys després, Roma va poder llançar una nova ofensiva contra els perses quan Aurelià va poder donar l'estabilitat a l'Imperi.